# Avenue Dollard
Pour l’article homonyme, voir Dollard (homonymie).
L'avenue Dollard est une voie d'orientation nord-sud de Montréal située dans l'arrondissement LaSalle.

## Situation et accès
L'avenue Dollard est une avenue commerciale se situant entre les ponts Lafleur et Gauron, au-dessus du canal de Lachine entre Ville Saint-Pierre (arrondissement Lachine) et la rue Saint-Patrick, vers le boulevard Champlain en croisant le boulevard Newman. Cette avenue de 3 kilomètres permet de relier l'usine de filtration Charles-Jules-Des Baillets et la bibliothèque L'Octogone, à l'angle du boulevard De La Vérendrye, le canal de l'Aqueduc et l'Hôpital de LaSalle.

## Origine du nom
Désigné en 1914, ce nom rend hommage au héros de la Nouvelle-France Adam Dollard des Ormeaux (1635-1660).